# Crisi buddista del Vietnam

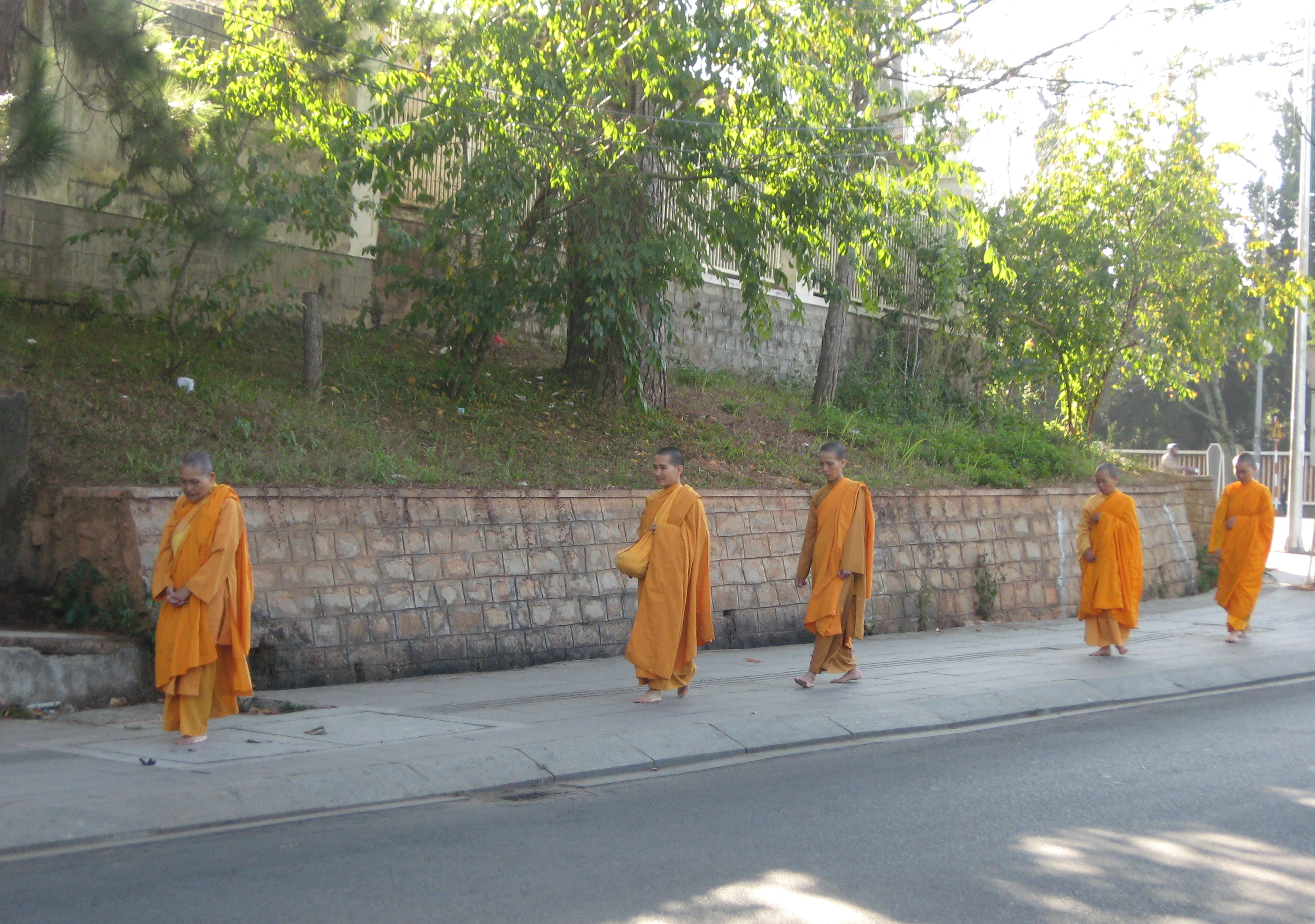
Monaci buddisti vietnamiti

La crisi buddista del Vietnam fu un periodo di tensione politica e religiosa in Vietnam del Sud tra maggio e novembre 1963 e nel 1966, caratterizzato da una serie di atti di repressione da parte del governo sudvietnamita e una campagna di resistenza civile, nonviolenta, guidata principalmente da monaci buddisti, guidati dal monaco Thich Tri Quang. Le amministrazioni americane di Kennedy, nel 1963 e di Johnson, nel 1966, erano contrarie a un impegno di forze militari, per reprimere le rivolte, perché ciò influiva e bloccava la guerra del Vietnam in corso.
La crisi precipitò nella città di Hué, sede dell'arcivescovato, l'8 maggio 1963: una sparatoria della polizia uccise nove civili inermi, che protestavano contro il divieto di esporre la bandiera buddista. La crisi si aggravò per responsabilità del presidente sudvietnamita Ngô Đình Diệm che non volle sospendere le aggressioni ai buddisti, malgrado i molteplici avvisi di John Fitzgerald Kennedy, che gli consigliava di rappacificarsi e di convivere civilmente, altrimenti avrebbe ritirato il suo appoggio alla dittatura del presidente Diem. Diem rispose intensificando le rappresaglie e l'amministrazione Kennedy, alla fine, sospese gli aiuti al presidente sudvietnamita Ngô Đình Diệm. Questo fu un segnale forte per i generali dell'Esercito della Repubblica del Vietnam del Sud, guidati da Dương Văn Minh, che praticamente progettarono un colpo di Stato ed eseguirono l'assassinio di Diem, il 2 novembre del 1963.
Dopo il colpo di Stato, il Vietnam del Sud divenne ancor più instabile. I generali erano poco esperti di questioni politiche ed erano ancora più corrotti e inefficienti di Diem. Su questa base i buddisti iniziarono, il 12 marzo 1966, una nuova protesta capeggiata dal monaco buddista Thich Tri Quang, che chiedeva un governo civile del paese ma quando si trasformò in rivolta, venne soffocata nel sangue dal colonnello Nguyen Ngoc Loan.

## Il contesto storico
In Vietnam del Sud la popolazione di religione buddista vietnamita era stimata dal 70% al 90% del totale ed era guidata dal monaco vietnamita di scuola Mahayana Thich Tri Quang.
Ngô Đình Diệm e l'arcivescovo di Hué suo fratello, Pierre Martin Ngô Đình Thục, facevano parte di quella esigua minoranza convertita al cattolicesimo, durante il periodo del dominio coloniale francese. Per questo motivo Diệm introdusse una serie di politiche volte a favorire il Cattolicesimo a discapito del Buddismo e delle altre minoranze religiose, confuciane, taoiste e animiste. Quindi in campo legale si introdusse l'abolizione del divorzio, il divieto dell'uso dei contraccettivi e la non legalità dei rapporti extra-coniugali. Altre misure riguardarono la creazione dell'istituto educativo di Vinh-Long, deputato alla formazione dei quadri dirigenti del regime, in cui furono scelti come insegnanti solo preti cattolici; la ridistribuzione delle terre, la possibilità di fare carriera nell'esercito: i cattolici furono favoriti rispetto agli appartenenti ad altre confessioni religiose. Fu durante questo regime che la Chiesa cattolica divenne il più grande proprietario di latifondi di tutto il Vietnam del Sud.
Ai preti cattolici fu concesso di costituire delle bande armate, mentre ai villaggi che dovevano essere evacuati, in base alle politiche di lotta contro la guerriglia comunista, si concedeva di restare nelle proprie terre solo qualora si fossero convertiti al cattolicesimo. In tutto il Vietnam del Sud rurale si susseguirono assalti ai monasteri buddisti, con devastazioni, senza che la polizia intervenisse o identificasse i responsabili. La bandiera buddista fu vietata in tutto il paese.

## Le riforme di Ngô Đình Diệm

La bandiera buddista internazionale

Durante il regime di Ngô Đình Diệm in Vietnam la popolazione buddista era stimata dal 70% al 90% del totale. Ngô Đình Diệm e la sua famiglia facevano parte di quella esigua minoranza convertita durante il periodo del dominio coloniale francese. Per questo motivo Diệm introdusse una serie di politiche volte a favorire il Cattolicesimo a discapito del Buddismo e delle altre minoranze religiose: nel 1959 il Vietnam del Sud fu dichiarato "sotto la protezione" della santa cristiana Maria, quindi in campo legale si introdusse l'abolizione del divorzio, il divieto dell'uso dei contraccettivi e la non legalità dei rapporti extra-coniugali.
Altre misure riguardarono la creazione dell'istituto educativo di Vinh-Long, deputato alla formazione dei quadri dirigenti del regime, in cui furono scelti come insegnanti solo preti cattolici; la ridistribuzione delle terre, la possibilità di fare carriera nell'esercito: i cattolici furono favoriti rispetto agli appartenenti ad altre confessioni religiose. Fu durante questo regime che la Chiesa cattolica divenne il più grande proprietario di latifondi di tutto il Vietnam del Sud.
Ai preti cattolici fu concesso di costituire delle bande armate, mentre ai villaggi che dovevano essere evacuati, in base alle politiche di lotta contro la guerriglia comunista, si concedeva di restare nelle proprie terre solo qualora si fossero convertiti al cattolicesimo. In tutto il Vietnam del Sud rurale si susseguirono assalti ai monasteri buddisti, con devastazioni, senza che la polizia intervenisse o identificasse i responsabili.

## Cronologia

### 1963
L'8 maggio del 1963 in occasione della festa del Vesak i buddisti vietnamiti, sfidando il governo di Diem, scesero in massa per le strade chiedendo l'uguaglianza religiosa e sventolando le bandiere buddiste. A Huế, seconda città del Vietnam e governata da un fratello del presidente, la polizia sparò sulla folla uccidendo nove persone e ferendo quattordici persone. Ufficialmente il governo di Diem incolpò i Viet cong esacerbando ancor di più gli animi e provocando altre manifestazioni. Le richieste buddiste del 10 maggio 1963 al governo furono formalizzate in cinque punti:
1. ottenere il permesso di utilizzare la bandiera buddista in pubblico;
2. garantire al buddismo trattamento eguale al cattolicesimo;
3. scarcerazione dei buddisti arrestati per motivi religiosi;
4. concedere il diritto di predicare il dharma ai monaci e alle monache;
5. compensare delle perdite le famiglie delle vittime delle violenze e punire i colpevoli.

L'ambasciatore degli Stati Uniti Frederick Nolting, il 18 maggio 1963, incontrò Diem e gli disse quali azioni Diem avrebbe dovuto adottare per porre rimedio alle rimostranze buddiste e ricatturare la fiducia dell'opinione pubblica: un'ammissione di responsabilità per l'incidente di Hué, il risarcimento ai parenti delle vittime, e una riaffermazione dei diritti religiosi, all'uguaglianza e alla non discriminazione. Trecentocinquanta monaci buddisti, il 30 maggio 1963, dimostrarono pacificamente di fronte all'Assemblea Nazionale. L'incaricato d'affari William Trueheart, il 4 giugno 1963, al mattino incontrò il segretario di stato Thuan. Con Nolting in congedo e su mandato della Dipartimento di Stato, Trueheart avvertì che gli Stati Uniti non avrebbero mantenuto il sostegno al governo di Diem, se ci fossero state altre sanguinose repressioni dei buddisti. Al pomeriggio dello stesso giorno, Diem istituì un comitato inter-ministeriale con a capo il vicepresidente Nguyen Ngoc Tho, per risolvere la disputa religiosa.

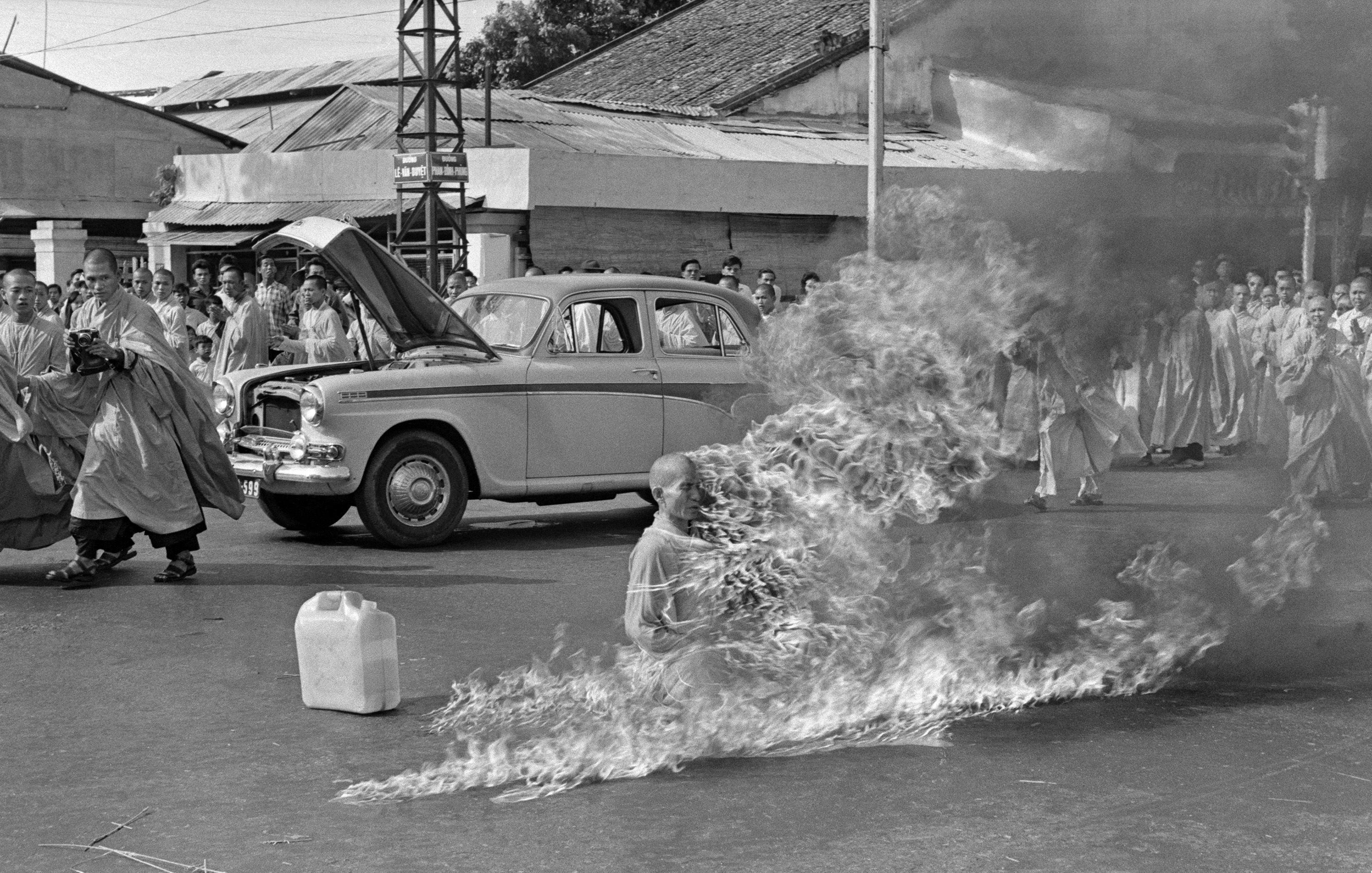
Thích Quảng Đức si dà fuoco per protesta

I membri del comitato di Tho, il 5 giugno 1963, incontrarono i monaci buddisti: entrambi misero pubblicamente in discussione la buona fede dell'avversario nelle trattative. La signora Nhu, moglie di Ngô Đình Nhu, fratello del presidente Diem, l'8 giugno 1963, accusò pubblicamente i buddisti di essere agenti comunisti infiltrati. Successivamente, lo stesso giorno, Truehart protestò per le accuse della signora Nhu e minacciò di dissociare gli U.S. da tutte le future misure repressive contro i buddisti. Truehart, il 12 giugno 1963, vede di nuovo Diem per protestare contro la mancanza di azioni sul problema buddista. Gli dice che il suicidio di Quang Duc ha scioccato il mondo e se Diem non agisce, gli Stati Uniti saranno costretti a dissociarsi da lui. Il 14 giugno 1963 il comitato di Tho si riunisce di nuovo con i buddisti e apparentemente sembra riaprirsi sul serio. Nei giorni successivi un comunicato congiunto governo-buddista che delinea gli elementi di una soluzione, ma ripropone i Viet cong come responsabili dell'incidente di Hué. La protesta buddista si intensifica da fine giugno a luglio. Kennedy, il 27 giugno 1963, annuncia la nomina di Henry Cabot Lodge come il nuovo ambasciatore degli Stati Uniti nel Vietnam del Sud, a partire dal mese di settembre. Il comitato Tho, il 3 lug 1963, assolve regime e annuncia che un'indagine preliminare dell'incidente dell'8 maggio a Hué, ha confermato che i morti sono il risultato di un atto di terrorismo dei Viet cong. Il 4 luglio 1963 incontro alla Casa Bianca sulla situazione vietnamita: in una conferenza del Dipartimento di Stato con il presidente, fu generalmente accettato che Diem non rimuovesse volontariamente la Signora Nhu. Una discussione delle probabili conseguenze di un colpo di Stato rivelò opinioni divergenti.
Nolting, il 5 luglio 1963, dopo aver interrotto le sue vacanze, tornò a Washington per consultazioni. Nolting conferì con il Sottosegretario di Stato George Ball e confessò la paura che un tentativo di rovesciare Diem si sarebbe tradotto in una lunga guerra di religione civile che avrebbe aperto la porta ai Viet Cong. Disse che non era ancora il momento di abbandonare Diem. Mentre era a Washington si incontrò anche col segretario alla difesa McNamara.
Thich Quang Duc l'11 giugno 1963,a mezzogiorno, si immolò, bruciandosi vivo, per ottenere l'uguaglianza religiosa.
Il rapporto della CIA, Special National Intelligence Estimate (SNIE) 53-2-63, del 10 luglio 1963, disse che c'erano voci di un colpo di Stato in Vietnam e avvertì che un colpo di Stato avrebbe sconvolto lo sforzo di guerra e magari avrebbe dato ai vietcong la possibilità di un vantaggio insperato. La relazione concluse, tuttavia, che se Diem non avesse fatto nulla per attuare gli accordi del 16 giugno, i disordini buddisti sarebbero continuati per tutta l'estate e avrebbero aumentato la probabilità di un tentativo di colpo di Stato.
L'ambasciatore Nolting, l'11 luglio 1963, ritornò a Saigon per fare un ultimo tentativo di convincere Diem a riconciliarsi con i buddisti. La signora Nhu, lo stesso giorno, in una riunione speciale con tutti i generali anziani, denunciò la loro infedeltà al regime per non aver sventato le trame di numerose iniziative di colpo di Stato, che erano state segnalate. L'incontro, a quanto pare, non portò a una qualsivoglia minaccia immediata alla famiglia. L'ambasciatore Nolting, il 15 luglio 1963, incontrò Diem, profondamente risentito delle tattiche di pressione di Truehart e tentò di convincerlo a fare per radio delle concessioni ai buddisti.
Diem, il 19 luglio 1963, parlò alla radio in modo formale ma non con lo spirito della richiesta di Nolting. Diem in un breve e freddo discorso radiofonico, fece concessioni minori ai buddisti chiedendo in cambio l'armonia e il sostegno al governo. McNamara, lo stesso giorno, in una conferenza stampa, disse che la guerra stava procedendo bene e la crisi buddista non aveva inciso sull'andamento della guerra.
Un secondo monaco buddista, il 5 agosto 1963, si suicidò bruciandosi fino alla morte per protesta contro il regime di Diem. In una riunione fra Nolting e Diem, 14 agosto 1963, prima della definitiva partenza di Nolting dal Vietnam, Diem promette di fare una dichiarazione pubblica, di ripudiare le denunce infamanti della Signora Nhu sui buddisti.
Marguerite Higgins, corrispondente conservatore del New York Herald Tribune, dopo un colloquio con Diem del 15 agosto 1963, scrive in un articolo, la promessa pubblica di Diem, che la conciliazione è sempre stata la sua politica verso i buddisti con tutta la sua famiglia e si compiace per la nomina di Lodge ad ambasciatore degli Stati Uniti nel Vietaman del Sud. Dieci alti generali dell'esercito, il 18 ago 1963, si incontrarono e decisero che in vista del deterioramento della situazione politica, di chiedere a Diem la dichiarazione della legge marziale, per permettere ai monaci di tornare da Saigon nelle loro province e alle proprie pagode e quindi ridurre le tensioni nella capitale. La proposta dei generali viene accettata il 20 agosto 1963. La legge marziale entra in vigore a mezzanotte.
Il 21 agosto 1963, poco dopo la mezzanotte, sotto la copertura della legge marziale militare, unità militari d'attacco fedeli alla signora Nhu e sotto i suoi ordini, attaccano le pagode in tutto il Vietnam, arrestando monaci e saccheggiando gli edifici più sacri. Più di 30 monaci buddisti sono feriti e oltre 1400 arrestati. L'attacco è un ripudio sconvolgente delle promesse fatte da Diem a Nolting. Gli ambasciatori americani sono presi di sorpresa. Lodge era a Honolulu con Nolting e l'assistente di stato Hilsman e torna immediatamente a Saigon. La reazione di Washington, alle ore 9,30 fu di deplorazione: i raid sono stati una violazione diretta delle rassicurazioni Diem agli Stati Uniti, ma il primo rapporto dello spionaggio pone la colpa sull'esercito, non sulla Signora Nhu.
Lodge arriva a Saigon il 22 agosto 1963, alla sera, dopo una breve sosta a Tokyo, e trova una situazione confusa. Secondo informazioni della CIA, del 23 agosto 1963, segnalate nel documento TDCS DB-3/656,252, il generale Don, comandante delle forze armate, ha chiesto perché gli Stati Uniti stavano trasmettendo la storia errata che l'esercito aveva condotto i raid alle pagode. La Signora Nhu, al comando delle forze speciali, doveva essere ritenuta responsabile. Il generale chiedeva se avrebbe dovuto sostenere l'esercito, nel caso gli Stati Uniti volessero agire contro la Signora Nhu e/o Diem.
Grandi manifestazioni studentesche di protesta a nome dei buddisti detenuti ebbero luogo presso la facoltà di medicina e farmacia dell'Università di Saigon. Si trattò di una rottura drammatica con la tradizione di apatia degli studenti alla politica in Vietnam. Il regime reagì con arresti di massa. Lodge, il 24 agosto 1963, in un messaggio a Hilsman, dà la responsabilità alla Signora Nhu ma sottolinea che un tentativo di colpo di Stato sarebbe stato un "salto nel buio".
Nei mesi successivi venne architettato il colpo di Stato. Su ordine del Presidente degli Stati Uniti John Fitzgerald Kennedy, l'ambasciatore americano nel Vietnam del Sud, Henry Cabot Lodge, rifiutò di incontrare Diem. Dopo aver saputo del progetto di colpo di Stato da parte dei generali dell'Esercito del Vietnam del Sud e guidato dal generale Dương Văn Minh, gli Stati Uniti garantirono il segreto per i generali e la non interferenza. Dương Văn Minh e i suoi cospiratori rovesciarono il governo il 1º novembre 1963. I generali, il 1º novembre 1963, chiamarono a palazzo il Presidente Diệm e suo fratello minore, Ngô Đình Nhu, offrendogli esilio sicuro fuori dal paese, secondo l'intento di Kennedy.
Invece, quella sera, Diem e suo fratello riuscirono a fuggire, attraverso un passaggio sotterraneo segreto, per raggiungere Cholon, dove furono catturati la mattina seguente, il 2 novembre 1963. I fratelli furono assassinati dal capitano Nguyen Van Nhung mentre erano in viaggio su un autoblindo, per il Quartier generale dello Stato maggiore generale sudvietnamita. Kennedy rimase sconvolto dalla notizia e uscì da una riunione con il generale Taylor, che lo vide smarrito e costernato. La Signora Nhu era in vacanza a Beverly Hills, in California, per un giro di conferenze mentre l'arcivescovo Thuc si trovava a Roma, dove fu raggiunto dai nipoti di sua cognata Nhu. La prima crisi buddista nel Vietnam del Sud era finita.
Dopo il colpo di Stato, il Vietnam del Sud divenne ancor più instabile. I nuovi governanti militari, prima il generale Dương Văn Minh, poi il generale Nguyễn Khánh nel 1964 e infine la coppia Nguyễn Cao Kỳ - Nguyễn Văn Thiệu nel 1967, erano poco esperti di questioni politiche ed erano ancora più corrotti e inefficienti di Diem, come era stato previsto dalle missioni diplomatiche americane.

### 1966
Thich Tri Quang, quel monaco buddista che manovrava l'opposizione da Hué, aveva stretto un'alleanza con il generale Nguyen Thi Chanh. Ky diventato premier, era convinto che i leader buddisti fossero traditori e che volessero rovesciare il suo governo. Secondo Ky, il generale Nguyen Thi Chanh era un intrigante nato che aveva inclinazioni di sinistra e quel che era peggio, si era schierato con i buddisti. Ky il 10 marzo 1966, destituì il suo comandante Nguyen Thi Chanh dall'incarico, con la piena approvazione dell'ambasciatore Lodge, precipitando il governo in una grave crisi politica.
I buddisti di Hué, nei giorni successivi, iniziarono una manifestazione di protesta, chiedendo che si indicessero elezioni per dare al paese un governo civile. La protesta sfociò in una rivolta violenta che si diffuse a Sud, lungo le città costiere: ai portuali e impiegati, si unirono bande di giovani che incendiavano le automobili e devastavano i negozi. A ciò si aggiunsero le truppe di Thi, unitesi ai rivoltosi. Ky in un primo tempo acconsentì a dare le dimissioni e Thich Tri Quang invitò i suoi seguaci a cessare i tumulti ma Ky in seguito ci ripensò e mandò a Danang il colonnello Nguyen Ngoc Loan, che con carrarmati rastrellò la città, fece massacrare parecchie centinaia di soldati ribelli e oltre cento civili.
A Hué gli ufficiali ribelli incominciarono a dissociarsi dai militanti buddisti e ad arrendersi. Venuta meno la loro difesa, le truppe di Ky marciarono sulla città di Hué e sottomisero i dissidenti rimasti. Ky, si dimostrò benevolo e conciliante con i ribelli sconfitti. Il generale Thi fu mandato in esilio negli Stati Uniti con una congrua buonuscita e il monaco Tri Quang, che aveva intrapreso uno sciopero della fame, venne trasferito in un ospedale di Saigon agli arresti domiciliari. Nel 1975, quando i comunisti riunificarono il paese, Tri Quang si ritirò in un monastero.

## Le proteste religiose
Fino al tardo ottobre 1963 si susseguirono altre cinque auto-immolazioni di monaci nel Vietnam del Sud, in contemporanea a scioperi studenteschi e repressioni (1000 studenti a Saigon furono arrestati e mandati in "campi di rieducazione"). Anche giornalisti stranieri come Peter Arnett furono picchiati dalle forze di Diệm.
Lo Sri Lanka protestò alle Nazioni Unite per la situazione del Buddismo in Vietnam, mentre la Cambogia ruppe completamente le relazioni diplomatiche. In un clima sempre più cupo l'esercito decise di porre fine al ciclo politico il 1º novembre con un colpo di Stato, di cui si assunse anni dopo la responsabilità Lyndon B. Johnson.